# Йохан II фон Лихтенберг
Йохан (Ханеман) II фон Лихтенберг (на немски: Johann (Hannemann) II von Lichtenberg; * пр. 1295 † 13 февруари 1366) от старата линия Лихтенберг е господар на Лихтенберг и фогт на Страсбург.
Той е син на Конрад I, фогт на Страсбург († 1294/1305) и съпругата му Агнес фон Тек († 1296), дъщеря на херцог Лудвиг I фон Тек († 1283). Брат е на Хайнрих († 23 октомври 1316) и на Агнес, омъжена за граф Йохан фон Верд († 17 юни 1316).
В началото той е под опекунството на Йохан I фон Лихтенберг от младата линия Лихтенберг.

## Фамилия
Йохан II се жени пр. 30 ноември 1313 г. за Йохана фон Лайнинген († сл. 29 октомври 1346), дъщеря на граф Фридрих IV фон Лайнинген и втората му съпруга Жана (Жулиене) д' Аспремон. Те имат децата:
- Хайнрих III († 1379), господар на Лихтенберг, женен между 7 януари и 14 февруари 1337 г. за Елза фон Геролдсек († сл. 1346)
- Агнес (* ок. 1319; † 1378), омъжена на 15 юни 1329 г. за граф Симон I фон Цвайбрюкен-Бич (* ок. 1295; † 1355)
- Лудвиг

Той се разделя от съпругата си и има с Лиза фон Щайнбах три извънбрачни дъщери:
- Агнес, омъжена за Гьотц фон Грощайн
- Кунигунда
- Аделхайд